# Байтеряково (Удмуртия)
Байтеряково (удм. Байтэрек) — деревня в Алнашском районе Удмуртии, административный центр Байтеряковского сельского поселения.
Население на 1 января 2008 года — 321 человек.
Деревня располагается на правом берегу реки Тойма, в 12 км к югу от села Алнаши и в 98 км к юго-западу от Ижевска.

## История
По итогам десятой ревизии 1859 года в 31 дворе казённой деревни Байтеряково (Токарев починок) Елабужского уезда Вятской губернии проживало 83 жителя мужского пола и 93 женского, работала мельница. В 1877 году открыт приход Христорождественской церкви села Асаново, в состав нового прихода среди прочих вошла деревня Байтеряково.
В 1921 году, в связи с образованием Вотской автономной области, деревня передана в состав Можгинского уезда. В 1924 году при укрупнении сельсоветов она вошла в состав Асановского сельсовета Алнашской волости, а в следующем 1925 году образован самостоятельный Байтеряковский сельсовет в состав которого вошли 7 населённых пунктов. В 1929 году упраздняется уездно-волостное административное деление и деревня причислена к Алнашскому району. В том же году в СССР начинается сплошная коллективизация, в процессе которой в деревне образована сельхозартель (колхоз) «имени Дзержинского».
В 1950 году проводится укрупнение сельхозартелей колхоз «имени Дзержинского» упразднён, несколько соседних колхозов объединены в один колхоз «имени Калинина». В 1963 году Байтеряковский сельсовет упразднён и деревня причислена к Кучеряновскому сельсовету, а в 1964 году Кучеряновский сельсовет переименован в Байтеряковский сельсовет с перенесением центра сельсовета из деревни Кучеряново в деревню Байтеряково.
16 ноября 2004 года Байтеряковский сельсовет был преобразован в муниципальное образование «Байтеряковское» и наделён статусом сельского поселения.
18 июня 2021 года в эстонском городе Тарту деревне был присуждено звание «Культурной столицы финно-угорского мира» на 2022 год.

## Население
| 2008 | 2010 | 2012 |
| ---- | ---- | ---- |
| 321  | ↘305 | ↘298 |

## Социальная инфраструктура
- Байтеряковская средняя школа — 124 ученика в 2008 году[13]
- Байтеряковский детский сад

## Люди, связанные с деревней
- Токарев Александр Данилович — уроженец деревни, младший лейтенант, призван Алнашским РВК в июне 1941 года, на фронте с июля 1941 года. Отличился будучи командиром стрелковой роты, в бою 27 сентября 1941 года, наступая на противника, первым бросился форсировать реку, увлекая за собой роту, тяжело ранен в бою[14].
- Токарев Василий Максимович — уроженец деревни, капитан, призван Бондюжским РВК в октябре 1939 года, на фронте с июля 1942 года. Воевал на Западном и 2-м Белорусском фронтах, имел ранения, в том числе тяжёлое. Боевые награды: орден Отечественной войны I степени, орден Красной Звезды, медаль «За отвагу», фронтовые медали[14].
- Токарев Яков Павлович — уроженец деревни, рядовой, призван Алнашским РВК в июне 1943 года, на фронте с сентября 1943 года. В группе сапёров под артиллерийским и пулемётным огнём противника обеспечивал переправу войск и эвакуацию раненых через реку Шпрее, был ранен в бою[14].